# ヒグシーノ
ヒグシーノ（英: Higgsino）は超対称性理論が予測するヒッグス粒子の超対称性パートナーであり、スピン1/2を持つフェルミオンである。
ヒグシーノはディラックフェルミオン型の質量項を持っているが、電弱対称性が破れるとビーノやウィーノと混合し、ニュートラリーノと呼ばれる中性のマヨラナ粒子と電荷を持つチャージーノと呼ばれるディラックフェルミオンを形成する。
超対称性粒子のうち最も質量の小さいものは最軽量超対称性粒子（LSP）と呼ばれるが、このLSPがニュートラリーノのうちの1つである場合、ダークマターの有力候補となる。